# Deutsche Meisterschaften in der Nordischen Kombination 2017

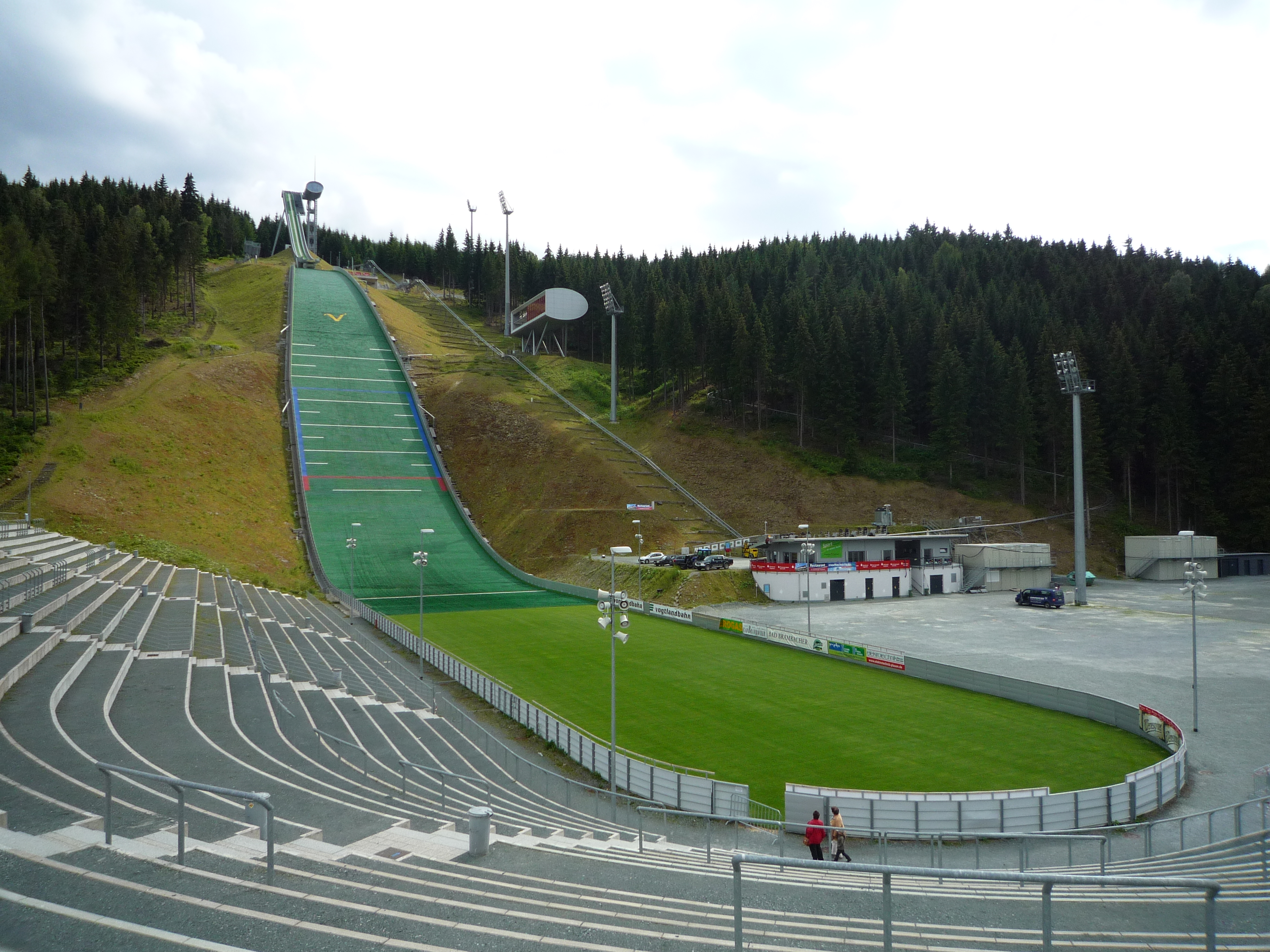
Großschanze der Vogtlandarena

Die deutschen Meisterschaften in der Nordischen Kombination 2017 fanden vom 20. bis 22. Oktober 2017 im sächsischen Klingenthal statt. Der Veranstalter war der Deutsche Skiverband, der Organisator VSC Klingenthal. Die Wettkampfanlagen waren die Vogtland Arena und die Laufstrecken an der Vogtlandarena. Dabei wurden die Meisterschaften auf mit Matten belegten Schanzen sowie mit Rollski durchgeführt. Es fand ein Gundersen-Wettkampf von der Großschanze sowie ein Teamsprint statt. Die Junioren hatten lediglich einen Einzelwettkampf.
Deutscher Meister im Einzel wurde Johannes Rydzek vom SC Oberstdorf, während der Teamsprint vom sächsischen Duo Björn Kircheisen/Eric Frenzel gewonnen wurde. Bei den Junioren gewann Simon Hüttel vom WSV Weißenstadt den Meistertitel. Rennleiter der Meisterschaften war Marcus Stark.

## Programm und Zeitplan
Zeitplan der Deutschen Meisterschaften:
| Datum            | Uhrzeit      | Ereignis                                                      | Ort                                         |
| ---------------- | ------------ | ------------------------------------------------------------- | ------------------------------------------- |
| Fr., 20. Oktober | 16:00        | Mannschaftsführersitzung                                      | VIP-Bereich in der Sparkasse Vogtland Arena |
| Fr., 20. Oktober | 18:00        | Offizielles Sprungtraining und Provisorischer Wettkampfsprung | Vogtlandarena HS140                         |
| Sa., 21. Oktober | 12:30        | Probedurchgang                                                | Vogtlandarena                               |
| Sa., 21. Oktober | 14:00        | Wertungsdurchgang Gundersen                                   | Vogtlandarena                               |
| Sa., 21. Oktober | anschließend | Lauf Gundersen 10 km                                          | Laufstrecken an der Vogtlandarena           |
| Sa., 21. Oktober | anschließend | Siegerehrung                                                  | Vogtlandarena                               |
| So., 22. Oktober | 09:00        | Probedurchgang                                                | Vogtlandarena                               |
| So., 22. Oktober | 10:00        | Wettkampfsprung Teamsprint                                    | Vogtlandarena                               |
| So., 22. Oktober | 13:00        | Lauf Teamsprint                                               | Laufstrecken an der Vogtlandarena           |
| So., 22. Oktober | anschließend | Siegerehrung                                                  | Vogtlandarena                               |

## Ergebnisse

### Einzel (Gundersen 10km)

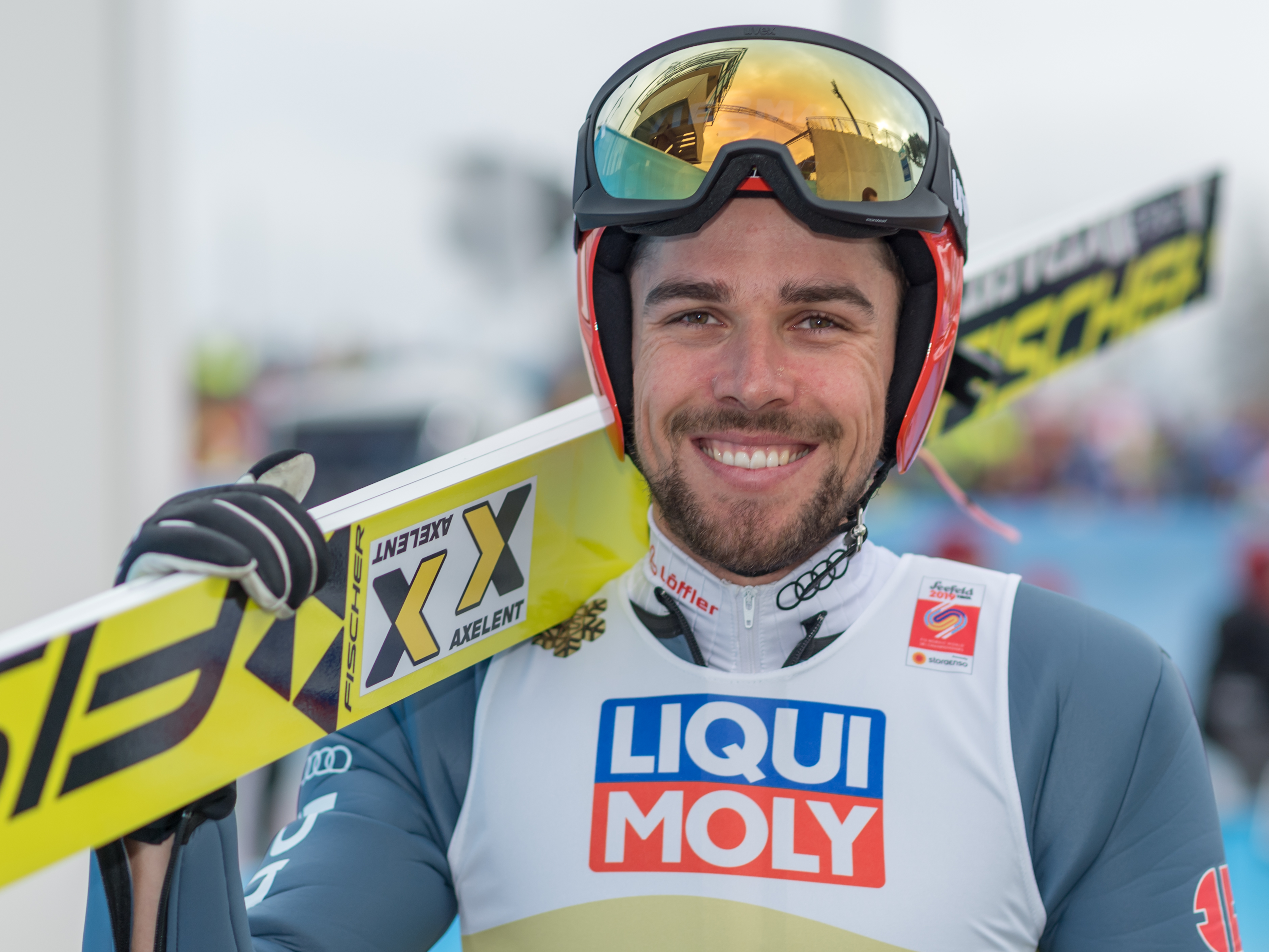
Deutscher Meister 2017 Johannes Rydzek

Der Einzelwettbewerb fand am 21. Oktober 2017 in der Gundersen-Methode (HS140/10 km) statt. Es waren 33 Athleten gemeldet, jedoch kamen zwei davon nicht in die Wertung. Tobias Simon zeigte den besten Sprung des Tages, während Rydzek die beste Laufzeit hatte.
| Platz | Name             | Verein                        | Sprungpunkte | Laufzeit | Rückstand |
| ----- | ---------------- | ----------------------------- | ------------ | -------- | --------- |
| 01.   | Johannes Rydzek  | SC Oberstdorf                 | 124,4        | 23:04,8  |           |
| 02.   | Eric Frenzel     | WSC Erzgebirge Oberwiesenthal | 123,8        | 23:28,9  | +0:27,1   |
| 03.   | Tobias Simon     | SZ Breitnau                   | 126,5        | 24:11,2  | +0:58,4   |
| 04.   | Vinzenz Geiger   | SC Oberstdorf                 | 119,2        | 23:54,3  | +1:10,5   |
| 05.   | Terence Weber    | SSV Geyer                     | 118,4        | 23:56,4  | +1:15,6   |
| 06.   | Manuel Faißt     | SV Baiersbronn                | 126,1        | 24:32,3  | +1:21,5   |
| 07.   | Björn Kircheisen | WSV 08 Johanngeorgenstadt     | 120,2        | 24:22,1  | +1:34,3   |
| 08.   | Fabian Rießle    | SZ Breitnau                   | 110,3        | 23:56,9  | +1:49,1   |
| 09.   | David Welde      | SC Sohland                    | 118,3        | 24:31,7  | +1:51,9   |
| 10.   | Jakob Lange      | WSV Kiefersfelden             | 102,5        | 24:35,6  | +2:58,8   |

### Teamsprint (2 × 7,5 km)
Der Teamsprint fand am 22. Oktober 2017 auf der Großschanze und über 2 × 7,5 km statt. Es waren 30 Athleten in 15 Teams mit je zwei Kombinierern gemeldet. Allerdings kamen nur dreizehn Teams in die Wertung. Rydzek/Geiger konnten zwar die beste Laufzeit vorweisen, waren aber nach dem fünftbesten Sprungergebnis trotzdem nicht in der Lage, um den Rückstand von 26 Sekunden auf das Siegerduo Kircheisen/Frenzel wettzumachen.
| Platz | Team                      | Name                           | Verein                                       | Sprungpunkte | Laufzeit | Rückstand |
| ----- | ------------------------- | ------------------------------ | -------------------------------------------- | ------------ | -------- | --------- |
| 01.   | Sachsen (SVSAC) I         | Björn Kircheisen Eric Frenzel  | WSV 08 Johanngeorgenstadt WSC Oberwiesenthal | 273,0        | 34:16,7  |           |
| 02.   | Bayern (BSV) I            | Johannes Rydzek Vinzenz Geiger | SC Oberstdorf                                | 259,8        | 34:12,0  | +0:21,3   |
| 03.   | Baden-Württemberg (SBW) I | Manuel Faißt Fabian Rießle     | SV Baiersbronn SZ Breitenau                  | 268,6        | 35:23,6  | +1:15,9   |
| 04.   | Sachsen (SVSAC) III       | David Welde Tom Lubitz         | SC Sohland VSC Klingenthal                   | 240,7        | 34:36,9  | +1:25,2   |
| 05.   | Sachsen (SVSAC) II        | Terence Weber Martin Hahn      | SSV Geyer VSC Klingenthal                    | 232,8        | 34:22,1  | +1:25,4   |

### Junioren Einzel
Der Einzelwettbewerb der Junioren fand am 21. Oktober 2018 in der Gundersen-Methode statt. Es waren 17 Athleten gemeldet, von denen 16 in die Wertung kamen.
| Platz | Name          | Verein          | Sprungpunkte | Laufzeit | Rückstand |
| ----- | ------------- | --------------- | ------------ | -------- | --------- |
| 01.   | Simon Hüttel  | WSV Weißenstadt | 104,8        | 25:03,9  |           |
| 02.   | Julian Schmid | SC Oberstdorf   | 100,7        | 24:53,4  | +0:05,5   |
| 03.   | Jonas Welde   | SC Sohland      | 105,0        | 25:15,2  | +0:10,3   |
| 04.   | Jonas Maier   | SC Waldau       | 105,4        | 25:21,1  | +0:14,2   |
| 05.   | Luis Lehnert  | WSV Oberaudorf  | 106,1        | 23:36,7  | +0:27,8   |